# Kiulinga jeekeli
Kiulinga jeekeli är en mångfotingart som beskrevs av Hoffman 1956. Kiulinga jeekeli ingår i släktet Kiulinga och familjen Xystodesmidae. Inga underarter finns listade i Catalogue of Life.